# L'insurrection qui vient
L'insurrection qui vient (en català La insurrecció que ve) és un assaig polític francès publicat el 2007 i redactat per un «Comitè Invisible». La identitat real dels seus autors és discutida. La policia francesa atribueix el llibre a Julien Coupat, acusat de sabotatge d'un tren.
El llibre va ser adaptat al teatre per una companyia belga.